# Гожухув
Гожухув (пол. Gorzuchów, нім. Möhlten) — село в Польщі, у гміні Клодзко Клодзького повіту Нижньосілезького воєводства.
Населення — 207 осіб (2011).
У 1975-1998 роках село належало до Валбжиського воєводства.

## Демографія
Демографічна структура станом на 31 березня 2011 року:
|          | Загалом | Допрацездатний вік | Працездатний вік | Постпрацездатний вік |
| -------- | ------- | ------------------ | ---------------- | -------------------- |
| Чоловіки | 99      | 16                 | 72               | 11                   |
| Жінки    | 108     | 16                 | 65               | 27                   |
| Разом    | 207     | 32                 | 137              | 38                   |